# エマ (企業)
株式会社エマ（英: E.M.A.CO.）は、兵庫県伊丹市に本社を置くパチスロメーカー。
『めんそーれ』シリーズに代表される沖スロ系機種の作品が多い。
台湾向けに、国内で発売されたリメイク台の開発も行っている。

## 機種一覧

### 4号機（主要機種）
- 1999年 - 一攫千金2（初参入機）
- 2000年 - ビッグアンドスモールA（RT搭載機）
- 2002年 - ビーンズタウン（初のAT機）
- 2003年 - ニューペガサスα
- 2004年 - めんそーれ(-30)、イミソーレ-30
- 2005年 - ペガッパ
- 2006年 - パワーボム

### 5号機
| 機種名                                  | 発売年月   | 備考                    |
| --------------------------------------- | ---------- | ----------------------- |
| 華櫻(-30)                               | 2007年6月  | 初の5号機               |
| めんそーれ2(-30)                        | 2007年9月  | 25パイ版は2008年2月発売 |
| めんそーれ2A-30                         | 2008年5月  |                         |
| ちゅらそーれ(-30)                       | 2008年7月  |                         |
| 天晴招猫                                | 2008年10月 |                         |
| いみそ〜れ2 バーニングエディション(-30) | 2008年11月 |                         |
| いみそ〜れ2 ピュアエディション(-30)     | 2008年12月 |                         |
| うまい棒                                | 2009年4月  |                         |
| ビガー                                  | 2009年7月  |                         |
| イケイケめんそーれ-30                   | 2009年8月  |                         |
| ニューペガサスブラック                  | 2010年4月  |                         |
| NEOイミソーレ                           | 2010年12月 |                         |
| 不死鳥 沖 圭一郎(-30)                   | 2011年3月  |                         |
| ペガサスNEO                             | 2011年7月  |                         |
| ビガーSpecial                           | 2012年11月 |                         |
| ニューペガサス                          | 2014年4月  |                         |
| めんそ～れ(-30)                         | 2015年7月  |                         |
| ガリンボ-30                             | 2015年8月  |                         |
| ペガッパ                                | 2015年12月 |                         |
| ニューペガサスR                         | 2016年12月 | 5.5号機                 |
| めんそ～れ30黄金守護神                  | 2017年8月  | 5.5号機                 |
| イミソーレ3V‐30                         | 2017年8月  | 5.5号機                 |
| イミソーレXX                            | 2017年11月 | 5.5号機                 |